# Ivan Kujundžić (kipar)
Ivan Kujundžić (Imotski, 12. studenoga 1968.) je hrvatski kipar. Slobodni je umjetnik. 

## Životopis
Rodio se je u Imotskom 1968. godine. U rodnom je gradiću pohađao osnovnu i srednju školu. Studirao je u Zagrebu na Pravnom fakultetu, no već nakon prve godine prekinuo je taj studij jer se htio pripremiti za studij kiparstva na Akademiji likovnih umjetnosti. Uspio je upisati ALU, gdje je diplomirao u kiparskoj klasi prof. Jančića. Tema rada bio je odnos smisla i simbolike T križa.
Kujundžić je jednim od suutemeljitelja prve Skupštine Zagrebačkog sveučilišta u demokratskom sazivu 1991. godine.
Voditelj je brojnih likovnih radionica i likovnih kolonija. Voditelj je zagrebačke galerije Forum i izlagačke djelatnosti u KIC–u. 
Član je HDLU-a i ZSUH-a.

## Djela
- stotinjak javnih djela u crkvama
- stotinjak djela na javnim prostorima

Istaknuta djela:
- kipovi:
kip dr. Franje Tuđmana u Imotskom
kip Alojzija Stepinca u Velikoj Gorici
poprsje Brune Bušića

- multimedijalni projekti:
- Prvi hrvatski Sabor koji je izveo 1996. na Duvanjskom polju
- Vukovarski rekvijem

## Nagrade i priznanja
- Red Danice hrvatske s likom Marka Marulića